# نوابگنج، هند
نوابگنج (به انگلیسی: Nawabganj) یک منطقهٔ مسکونی در هند است که در بخش بارلی واقع شده‌است. نوابگنج ۳۹٬۲۴۱ نفر جمعیت دارد و ۳۹۳ متر بالاتر از سطح دریا واقع شده‌است.